# Fachkommission nach dem Pflegeberufegesetz
Die Fachkommission nach dem Pflegeberufegesetz, auch Fachkommission nach §53 PflBG, wurde im Jahr 2018 von der deutschen Bundesregierung eingesetzt. Das Gremium besteht aus zehn unabhängigen Pflegewissenschaftlern und Pflegepädagogen, die von Verbänden und aus den Bundesländern vorgeschlagen wurden. Die Fachkommission nach dem Pflegeberufegesetz entwickelt im Auftrag des Bundesministeriums für Gesundheit und des Bundesministeriums für Familie, Senioren, Frauen und Jugend Lehr- und Ausbildungspläne für Auszubildende in den Pflegeberufen.

## Grundlagen
Mit Inkrafttreten des Pflegeberufegesetzes am 1. Juli 2017 wurde durch den Gesetzgeber eine Kommission mit pflegerischer, pflegepädagogischer und pflegewissenschaftlicher Expertise dazu vorgesehen, verschiedene Implementierungsprozesse im Zuge dieses Gesetzes mitzugestalten.

### Administrative Einbindung
Die Fachkommission wird hierbei administrativ gemäß § 53 Absatz 5 Pflegeberufegesetz durch das Bundesinstitut für Berufsbildung unterstützt, wo die Geschäftsstelle der Fachkommission angesiedelt ist. Die neue Pflegeausbildung ist im Gegensatz zu der nach Berufsbildern – Gesundheits- und Krankenpfleger und Altenpfleger – aufgespaltenen vorigen Ausbildungsgänge eine einzige generalistisch angelegte Ausbildung, in der erst später eine Spezialisierung erfolgt.

### Die Fachkommission
Die konstituierende Sitzung der Fachkommission nach dem Pflegeberufegesetz erfolgte am 18. und 19. Dezember 2018. Mitglieder der auf fünf Jahre angelegten Fachkommission sind:
- Gertrud Hundenborn, Katholische Hochschule Nordrhein-Westfalen, Vorsitzende
- Rainer Ammende, Leiter der Akademie des Städtischen Klinikums München
- Frank Arens, Institut für Gesundheitsforschung und Bildung (IGB) an der Universität Osnabrück (bis 06/2023)
- Ingrid Darmann-Finck, Institut für Public Health und Pflegeforschung, Universität Bremen
- Roswitha Ertl-Schmuck, Technische Universität Dresden
- Brigitte von Germeten-Ortmann, Caritasverband für das Erzbistum Paderborn
- Uwe Machlei, Evangelische Stiftung Augusta
- Christine Maier, Akademie für medizinische Berufe am Universitätsklinikum Freiburg
- Sabine Muths, Institut für Public Health und Pflegeforschung der Universität Bremen
- Anja Walter BTU Cottbus-Senftenberg

An den Sitzungen der Fachkommission nahmen, neben den berufenen Mitgliedern, zudem Vertreter der beauftragenden Ministerien, des Pflegebevollmächtigten der Bundesregierung, der Arbeits- und Sozialministerkonferenz sowie der Kultusministerkonferenz in beratender Funktion teil.

## Ergebnisse
Die Fachkommission reichte ihre Vorschläge für den Aufbau, die Inhalte und den Ablauf der künftigen Ausbildungsgänge fristgerecht am 25. Juni 2019 bei den beauftragenden Bundesministerien ein. Anschließend erfolgte ein mehrmonatiges Prüfverfahren, in das, neben den beteiligten Ministerien, auch die jeweiligen Behörden der Bundesländer und der Pflegebeaufragte der Bundesregierung, Andreas Westerfellhaus, eingebunden waren. Ministerin Franziska Giffey wertete die Rahmenpläne als hilfreich für die Pflegeschulen und die Träger der praktischen Ausbildung in den Pflegeberufen. Bundesminister Jens Spahn sah in den Vorschlägen eine Basis dafür, „... die neue, bundesweit einheitliche Ausbildungsordnung inhaltlich mit Leben zu füllen.“ Das Bundesinstitut für Berufsbildung veröffentlichte die erarbeiteten Rahmen-Lehrpläne am 1. August 2020. Die Rahmenlehrpläne werden von der Fachkommission nach dem Pflegeberufegesetz regelmäßig, spätestens jedoch nach fünf Jahren angepasst.

### Generalistischer Ansatz
Der von der Fachkommission ausgearbeitete Rahmenlehrplan sieht eine dreijährige Ausbildung vor, deren erste beide Jahre für alle Auszubildenden generalistisch verlaufen, das bedeutet, vermittelt werden alle Inhalte, die zur Pflege von Menschen aller Lebensalter beherrscht werden müssen. Im Dritten Ausbildungsjahr entscheiden sich die Auszubildenden entweder für einen der beiden Schwerpunkte Altenpflege und Gesundheits- und Kinderkrankenpflege oder für eine Weiterführung der Ausbildung nach generalistischen Grundsätzen mit dem Abschluss Pflegefachmann oder Pflegefachfrau. Diese Bezeichnung wurde aus dem pflegerischen Ausbildungsgang der Schweiz übernommen und soll die allgemeine pflegerische Ausrichtung der Ausbildung widerspiegeln. Im europäischen Ausland spricht man in diesem Zusammenhang von der "nurse responsible for general care". Die Vorsitzende der Fachkommission Gertrud Hundenborn kritisierte die Entscheidung, sich nicht vollumfänglich auf eine Ausrichtung der Ausbildung nach europäischem Vorbild konzentriert zu haben und nach zwei Jahren eine Wahlmöglichkeit zu konzipieren, was ihrer Ansicht nach auf Kosten von wichtigen Inhalten ginge.

### Neuausrichtung der Pflege
Im März 2021 übergab die Fachkommission ein Aufbaucurriculum in Modulstruktur ein, das von den zuständigen Ministerien geprüft wurde. Zunächst wurden im Juni 2021 sechs von insgesamt neun geplanten Modulen genehmigt. Neben einem Grundmodul von 160 Stunden handelt es sich um acht Module, die Pflegekräfte dazu befähigen sollen, eine erweiterte heilkundliche Verantwortung bei der Versorgung von Menschen mit bestimmten Krankheitsbildern zu übernehmen. Hierzu gehören Diabetes mellitus, Demenz oder chronische Wunden. Das Absolvieren dieser Module befähigt Pflegekräfte künftig, Aufgaben wahrzunehmen, die bisher der Ärzteschaft vorbehalten waren, nämlich die selbständige und eigenverantwortliche Übernahme von heilkundlichen Tätigkeiten. Dieses Konzept geht über die bisherige Aufteilung in ärztliche "Anordnungsverantwortung" und pflegerische "Durchführungsverantwortung" hinaus. Die Spezialisierungen durch die Module können sowohl Teil der Ausbildung sein, als auch separat von bereits ausgebildeten Pflegekräften im Rahmen der Weiterbildung wahrgenommen werden. Die Fachkommission reagierte mit diesen Ausbildungsinhalten auf die Herausforderungen, die sie auf Basis einer Recherche der Universität Lübeck im Gesundheitssystem erkannt hatte. Hieraus ergibt sich aus Sich der Fachkommission eine wünschenswerte Steigerung von Versorgungsqualität und Patientensicherheit, sowie die Notwendigkeit, Versorgungsdefiziten zu begegnen. Zudem erhoffen sich die Mitglieder der Fachkommission durch die Ausweitung der Kompetenzen von künftigen Pflegekräften eine Steigerung der Attraktivität des Berufsbildes.

## Verabschiedung November 2023
Am 14. November 2023 wurde die Fachkommission nach fünfjähriger Tätigkeit feierlich verabschiedet. Die Abschiedsveranstaltung fand im Dienstgebäude des Bundesministeriums für Gesundheit in Berlin statt.

## Neubesetzung November 2024
Am 19. November 2024 wurde die Fachkommission neu besetzt.
Mitglieder der erneut auf fünf Jahre angelegten Fachkommission sind:
- Ingrid Darmann-Finck, Institut für Public Health und Pflegeforschung, Universität Bremen
- Uwe Machlei, Evangelische Stiftung Augusta, Bochum
- Anja Walter, BTU Cottbus-Senftenberg
- Verena Bikas, Diakoneo KdöR Bildung, Neuendettelsau
- Susanne Grundke, Ernst-Abbe-Hochschule Jena
- Sandra Altmeppen, Evangelische Hochschule Berlin
- Wolfgang von Gahlen-Hoops, Christian-Albrechts-Universität zu Kiel
- Annegret Horbach, Frankfurt University of Applied Sciences
- Patrick Jahn, Martin-Luther-Universität Halle-Wittenberg
- Stefan Schmidt, Hochschule Neubrandenburg
- Anke Jakobs, BG Klinikum Unfallkrankenhaus Berlin gGmbH (UKB)